# Nem jogi elismerése
A nem jogi elismerése jogi kifejezés, amely arra az eljárásra utal, amely során egy transznemű vagy interszex személy a hivatalos irataiban a nemi identitásának megfelelően megváltoztatja a nemét és a nevét. A nemi jogi elismerését az államok különböző feltételekhez kötik: míg történetileg csak a pszichiátriai szakvéleménnyel rendelkező és nemi megjelenésüket orvosi úton megváltoztató transzneműek élhettek vele, ma már egyre több ország egy egyszerű közigazgatási eljárás keretében, az egyén önmeghatározására hagyatkozva teszi azt lehetővé.

## A nem jogi elismerése a világban

A nem jogi elismerésére vonatkozó jogszabályok a világ országaiban
Van rá lehetőség, a műtét nem feltétel
Van rá lehetőség, a műtét feltétel
Nincs rá lehetőség
Nincs információ/nem egyértelmű

### Argentína
2012-ben az argentin kongresszus elfogadta a Ley de Género-t, amely lehetővé teszi a 18 éven felüli személyek számára, hogy írásos nyilatkozatuk alapján módosítsák személyi igazolványukban a nem megjelölését. Ezzel Argentína lett az első ország a világon, amely teljes mértékben az egyéni önmeghatározására építi a nem jogi elismerését, amelyhez sem orvosi szakvélemény, sem orvosi beavatkozások elvégzése, sem más feltétel teljesítése nem szükséges.

### Dánia
Az 1929 júniusában elfogadott sterilizálásról és kasztrálásról szóló törvény (Lov om sterilization og kastration) volt a világ egyik első olyan törvénye, amely a nem megváltoztatásáról rendelkezett. A dán transznemű nő Lili Elbe (akinek élete a 2015-ös A dán lány című filmet ihlette az egyik első olyan személy, akiről ismert, hogy nemi megerősítő műtétet hajtottak rajta végre. 1930-ban Németországban nemét és nevét hivatalosan is megváltoztatták, amelyet aztán dán útlevelére is átvezettek.
2014 júniusában a dán parlament 59–52 megszavazta, hogy a jövőben ne legyen szükség orvosi szakvéleményre és visszafordíthatatlan sterilizálással járó műtétre a nem jogi elismeréséhez. 2014. szeptember 1. óta a 18 éven felüli dánok bármifajta szakvélemény vagy orvosi beavatkozás elvégzése nélkül kérhetik nemük jogi elismerését. A kérelem benyújtását követően egy hat hónapos várakozási idő következik, és ha az érintett a kérelmet megerősíti, iratait átírják.
A dán útlevélben a férfi és a nő mellett a nembináris emberek az X nemi megjelölést is kérelmezhetik.

## Magyarországi helyzet
A nem jogi elismerésének (azaz a hivatalos név- és nemváltoztatás) lehetőségéhez 2003 óta létezett egy orvosi szakvélemények alapján, ugyanakkor egészségügyi beavatkozások elvégzésének kötelezettsége nélküli intézhető adminisztrációs gyakorlat, ami 2016-ban kezdett el először akadozni, majd pedig 2018 óta szünetelt. (Az eljárást 2017-ig jogszabály nem szabályozta, a szokásjog alapján az anyakönyvi szervhez kellett fordulni egy pszichiáter, egy klinikai szakpszichológus és egy urológus / nőgyógyász által kiállított szakvéleménnyel.) 2020. március 31-én (a Transznemű Láthatóság világnapján) Semjén Zsolt miniszterelnök-helyettes benyújtott a parlament felé egy törvénymódosító javaslatcsomagot („salátatörvényt”), amelynek 33. §-a a születési nemet állapítja meg az anyakönyvbe bejegyzett hivatalos nemként, ami utólag nem változtatható meg. A módosítást május 19-én fogadta el az országgyűlés fideszes többsége, utána Áder János köztársasági elnök május 28-án írta alá. A jogfosztó döntés ellen az érintetteken kívül számos civil szervezet mellett nagykövetségek és Európai Parlamenti képviselők, továbbá az ENSZ több biztosa is határozott tiltakozásukat fejezték ki. Az Emberi Jogok Európai Bíróságának ítélete szerint Magyarországnak biztosítania kell a magyar és az országban letelepedett külföldi állampolgárok számára a nemük jogi elismerését.
Az országgyűlés 2020. december 15-én megszavazta a 2012 óta hatályos alaptörvény kilencedik módosítását, amelybe belefoglalták a következő mondatokat: „Magyarország védi a gyermekek születési nemének megfelelő önazonossághoz való jogát, és biztosítja a hazánk alkotmányos önazonosságán és keresztény kultúráján alapuló értékrend szerinti nevelést.”, továbbá: „Az anya nő, az apa férfi.”. Ezzel a módosítással alaptörvényi szintre emelte és megakadályozza a transznemű emberek nemének jogi elismerését és az azonos nemű párok gyerekvállalási lehetőségét.
Az Emberi Jogok Európai Bírósága 2023. június 22-én Strasbourg-ban kimondta, hogy a transznemű emberek nem- és névváltoztatási lehetőségének jogalkotói akadályozásával Magyarország megsértette az Emberi jogok európai egyezményét.
A kormány az alaptörvény 2025. március 11-én benyújtott 15. módosítása szerint a preambulumba belefoglalná az "Az apa férfi, az anya nő." kitétel elé - a bibliai teremtéstörténetre utaló indoklással a nőket alárendelt státuszba helyezve - "Az ember férfi vagy nő." definiciót. Emellett a születéskor kijelölt nemmel nem egyező nemi identitás szerinti megkülönböztetés és zaklatás tilalmát pedig törölnék az egyenlő bánásmódról szóló törvényből. A módosítás április 15-én lépett hatályba. Az Európai Bíróság március 13-án keltezett döntése alapján a GDPR kötelezi a magyar hatóságokat a transznemű emberek nemi identitásának jogi elismerésére.
Az Emberi Jogok Európai Bírósága 2023. június 22-én Strasbourg-ban kimondta, hogy a transznemű emberek nem- és névváltoztatási lehetőségének jogalkotói akadályozásával Magyarország megsértette az Emberi jogok európai egyezményét.
A kormány az alaptörvény 2025. március 11-én benyújtott 15. módosítása szerint a preambulumba belefoglalná az "Az apa férfi, az anya nő." kitétel elé - a bibliai teremtéstörténetre utaló indoklással a nőket alárendelt státuszba helyezve - "Az ember férfi vagy nő." definiciót. Emellett a születéskor kijelölt nemmel nem egyező nemi identitás szerinti megkülönböztetés és zaklatás tilalmát pedig törölnék az egyenlő bánásmódról szóló törvényből. A módosítás április 15-én lépett hatályba. Az Európai Bíróság március 13-án keltezett döntése alapján a GDPR kötelezi a magyar hatóságokat a transznemű emberek nemi identitásának jogi elismerésére.